# Ke Seung-woon
Ke Seung-woon (ur. 26 grudnia 1943) – północnokoreański piłkarz występujący na pozycji napastnika. Uczestnik Mistrzostw Świata 1966.

## Kariera klubowa
Podczas angielskiego Mundialu Ke reprezentował barwy klubu Rodongja Pjongjang.

## Kariera reprezentacyjna
Ke Seung-woon występował w reprezentacji Korei Północnej w latach sześćdziesiątych. W 1966 roku pojechał na finały Mistrzostw Świata 1966, na których był rezerwowym i nie wystąpił w żadnym spotkaniu.